# Jürgen Warmke-Rose
Jürgen Warmke-Rose (* 1961 in Hamburg) ist ein Hamburger Politiker (parteilos, ehemals CDU) und ehemaliges Mitglied der Hamburgischen Bürgerschaft. Von 2007 bis 2013 war er Bezirksamtsleiter in Hamburg-Altona. Er nahm 2013 seinen Namen Warmke wieder an.

## Werdegang
Warmke-Rose ist Jurist. Während der Zeit als Abgeordneter graduierte er in dem Bereich Kriminologie. Er war nach der Tätigkeit in der Bürgerschaft unter anderem für die Bezirke zuständiger Amtsleiter in der Finanzbehörde.

## Politik
Er gehörte der Hamburgischen Bürgerschaft in der 14. Wahlperiode von 1991 bis 1993 an. Für die CDU-Fraktion saß er im Haushaltsausschuss, Gesundheitsausschuss sowie dem Ausschuss für Arbeit und Soziales. 1993 trat er aus der CDU aus.
Im Sommer 2007 wurde er mit den Stimmen der schwarz-grünen Koalition zum Bezirksamtsleiter von Altona und damit als Nachfolger des mit einem Misstrauensvotum abgesetzten Hinnerk Fock gewählt. Er hatte sich 2002 schon einmal um die Stelle des Altonaer Bezirksamtsleiters beworben, unterlag damals aber Uwe Hornauer (SPD). Nach sechs Jahren Amtszeit wurde Warmke-Rose im Juli 2013 in den einstweiligen Ruhestand verabschiedet. Zu seiner Nachfolgerin wurde Liane Melzer (SPD) gewählt.